# Still Ballin'
«Still Ballin'» — другий сингл американського репера Тупака Шакура з його четвертого посмертного студійного альбому Better Dayz, випущений у 2003 році. Є сиквелом до «Str8 Ballin'» з платівки Thug Life: Volume 1 (1994).
Оригінал спродюсував Джонні «Джей». Ремікс «Still Ballin'» DJ Fatal містить оригінальні куплети Kurupt і Тупака. Вони також потрапили до реміксу окремку «How We Do» репера The Game.

## Список пісень
- 12"

Сторона А
- «Still Ballin'» (clean) — 2:42
- «Still Ballin'» (explicit) — 2:50
- «Still Ballin'» (instrumental) — 2:49

Сторона Б
- «Fuck Em All» (clean) — 4:20
- «Fuck Em All» (explicit) — 4:25

## Чартові позиції
| Чарт                     | Найвища позиція |
| ------------------------ | --------------- |
| США                      | 69              |
| US Hot Rap Tracks        | 15              |
| US Hot R&B/Hip-Hop Songs | 31              |
| US Rhythmic Top 40       | 24              |